# كلاريشي أورسيني
كلاريشي أورسيني (Clarice Orsini) (لاتسيو، حوالي 1453 - فلورنسا، 30 يوليو 1488) زوجة لورينزو الرائع ووالدة البابا لاون العاشر.